# 同方泰德
同方泰德國際科技有限公司，簡稱同方泰德國際科技、同方泰德國際，以及同方泰德（英語：Technovator International Limited，港交所：1206），則在2005年由謝漢良等人創立，現時為清華同方股份有限公司旗下，前身為「科諾威德國際有限公司」。
董事長為陸致成，總裁為趙曉波。而業務為全球銷售及生產樓宇建造業生產樓宇自動化、能源管理和效益、安控及消防系統產品。
招股價為1.2港元，發行股份為122,000,000股，集資額為1.46億港元，股份則在2011年10月27日於香港交易所主板上市。
總部位於66 Tannery Lane #04-10/A Sindo Industrial Building Singapore 347805，以及香港九龍尖沙咀廣東道33號中港城1座1602-03室。

## 連結
- Technovator.com.sg （页面存档备份，存于）